# Jean-Claude Fruteau
Pour l’article homonyme, voir Sabine Fruteau.
Jean-Claude Fruteau, né le 6 juin 1947 à Saint-Benoît où il est mort le 28 avril 2022, est un homme politique français.
Membre du Parti socialiste, il est maire de Saint-Benoît de 1983 à 1999 puis à nouveau de 2008 à 2020, conseiller général de La Réunion de 1982 à 2001 puis de 2002 à 2007, et député de la cinquième circonscription de La Réunion entre 2007 et 2017.

## Biographie

### Études et profession
Après des études secondaires au lycée Leconte-de-Lisle à Saint-Denis, Jean-Claude Fruteau entre en classe préparatoire littéraire au lycée Louis-le-Grand à Paris, avant d'obtenir une maîtrise de lettres classiques à la Sorbonne. Il est ensuite reçu à l'agrégation de lettres classiques, devenant l'un des premiers Réunionnais agrégés de lettres,.
Il enseigne le français et le latin au lycée Amiral-Bouvet à Saint-Benoît à partir de 1970 jusqu'au début des années 1990,.

### Parcours politique
Jean-Claude Fruteau adhère au Parti socialiste à la suite de l'élection de François Mitterrand à la présidence de la République. Il devient premier secrétaire fédéral de La Réunion de 1981 à 2000.
Il est membre du Conseil économique et social de 1997 à 1999. Il est maire de Saint-Benoît de 1983 à 1999 puis adjoint au maire de 1999 à 2001.
Il est conseiller régional de La Réunion de 1983 à 1988, conseiller général de 1982 à 2000, et vice-président de cette assemblée de 1994 à 1998. Il reconquiert en 2002 son siège qu'il avait perdu un an plus tôt.
Il est candidat malheureux de la gauche locale face à André Thien Ah Koon dans la troisième circonscription de La Réunion aux élections législatives de 1997.
Il est élu député européen en 1999 et réélu le 13 juin 2004. De 2004 à 2007, il est premier vice-président de la commission de l'agriculture et du développement rural du Parlement européen.
En 2000, il soutient le projet gouvernemental de création d'un second département à La Réunion, projet finalement abandonné.
Le 17 juin 2007, il est élu député de la cinquième circonscription de La Réunion au second tour des élections législatives face au candidat UMP Bertho Audifax. Il bénéficie du report des voix qui s'étaient portées sur Pierre Vergès au premier tour. Pour cause de cumul des mandats, il démissionne, le 25 juin suivant, de son mandat de député européen au profit de Catherine Néris.
Lors des élections municipales de 2008, il l'emporte au premier tour avec 57,7 % des voix. Le maire sortant Bertho Audifax ne s'étant pas représenté, la liste de la droite était menée par Daniel Moreau, son troisième adjoint.
Fin 2009, il fait un bilan de son travail effectué à l'Assemblée nationale auprès de la population.
Lors des primaires socialistes de 2011, il apporte un soutien actif à François Hollande, qui l'emporte non seulement à Saint-Benoît, mais également sur le plan départemental, et finalement sur le plan national.
Après la victoire de François Hollande lors de l'élection présidentielle de 2012, Jean Claude Fruteau se représente aux élections législatives. Il arrive très largement en tête au premier tour sur l'ensemble de la circonscription, battant le nouveau maire de Saint-André, qui était présenté comme son principal rival. Après l'élimination de son concurrent de gauche, Éric Fruteau, il bat au second tour le représentant de l'UMP et maire de Salazie, Stéphane Fouassin, avec plus de 67 % des voix et près de 12 000 voix d'avance.
Dans le cadre de son mandat parlementaire, il est élu président de la délégation aux outre-mer de l'Assemblée nationale.
Il participe avec d'autres élus socialistes de La Réunion à la fondation du Mouvement Le Progrès en 2013, qu'il quitte lors de la crise des Frondeurs en 2016.
En 2014, il annonce sa candidature aux élections municipales dans sa commune de Saint-Benoît, où il est le maire sortant. À la tête d'une liste profondément remaniée, il est mis en ballotage pour la première fois depuis 1983. Il est finalement largement réélu au second tour, dans le cadre d'une triangulaire, où il affronte son ancien adjoint dissident et le candidat de la droite.
En 2020, il démissionne de son mandat de maire, pour raisons de santé.

### Mort
Le 28 avril 2022, Jean-Claude Fruteau meurt à l'âge de 74 ans, des suites d'une longue maladie, après plusieurs semaines d'hospitalisation,. Il est enterré au cimetière de Saint-Benoît.

## Pour approfondir